# Dinamička izdržljivost
Dinamička izdržljivost ili trajna dinamička čvrstoća konstrukcija i zavarenih spojeva uobičajeno se daje preko Wöhlerovih krivulja (S–N krivulje). Wöhlerova krivulja daje odnos između broja ciklusa naprezanja do loma N i raspona nazivnog naprezanja Δσ: (Δσ)m ˑ N = C, gdje su m i C konstante ovisne o materijalu i tipu zavara, tipu opterećenja i okolnim uvjetima. Raspon naprezanja Δσ određuje se kao razlika najvećeg gornjeg naprezanja ciklusa σmax i najvećeg donjeg naprezanja ciklusa σmin: Δσ = σmax – σmin.
Wöhlerove krivulje se određuju pokusima na uzorcima (epruvete), koji se podvrgavaju promjenjivom naprezanju konstantne amplitude do loma, a životni vijek (vijek trajanja spoja) određuje se kao broj ciklusa do loma. Najveće promjenjivo naprezanje koje uzorci izdrže bez pojave loma nakon praktički beskonačnog broja ciklusa, predočeno graničnim brojem ciklusa Nd, naziva se dinamička izdržljivost Rd. Kod konstrukcijskih (brodograđevnih) čelika, Wöhlerova krivulja se asimptotski približava vrijednosti dinamičke izdržljivosti. Uobičajena vrijednost graničnog broja ciklusa za čelik je Nd = 107 ciklusa. Odgovarajuće Wöhlerove krivulje utvrđuju se za svaki detalj konstrukcije.

## Tipične vrijednosti dinamičke izdržljivosti
Tipične vrijednosti dinamičke izdržljivosti za čelik su oko 50% vlačne čvrstoće, dok su za željezo, aluminijske i bakrene legure oko 40% vlačne čvrstoće. Treba napomenuti da te vrijednosti vrijede za labaratorijske uzorke, koji imaju vrlo glatku površinu, dok uzorci iz prakse, s grubljom površinom i manjim ili većim ogrebotinama po površini, imaju znatno niže vrijednosti.

## Povijest
Prva sustavna ispitivanja lomova zbog promjenjivog opterećenja (umor materijala), u razdoblju 1850-tih do 1860-tih godina, provodio je August Wöhler, vezano uz probleme učestalih lomova željezničkih osovina, koji je prvi uočio slučajeve loma konstrukcije, kod kojih je naprezanje bilo niže od granice razvlačenja. Njegovi zaključci o produljenju radnog vijeka s opadanjem amplitude opterećenja (Wöhlerova ili S–N krivulja) i postojanju donje vrijednosti amplitude naprezanja ispod koje lom neće nastupiti, ni kod beskonačnog ponavljanja opterećenja (dinamička izdržljivost ili trajna dinamička čvrstoća) temeljne su postavke i današnjeg izučavanja umora materijala. Wöhler je također uočio da je za umor materijala važniji raspon naprezanja od samog maksimalnog naprezanja.
Tijekom razdoblja od 1870-tih do 1890-tih godina, niz istraživača nastavio je Wöhlerov klasični rad. Gerber je istraživao utjecaj srednjeg naprezanja, a Goodman je predložio pojednostavljenu teoriju srednjeg naprezanja. Krajem 19. stoljeća Johann Bauschinger je otkrio različito ponašanje materijala kod dinamičkog u odnosu na statičko ispitivanje, te je pokusima pokazao da se granica razvlačenja, vlačna ili tlačna, reducira nakon suprotnog opterećenja koje izaziva i plastične deformacije (Bauschingerov efekt).
Krajem 19. i početkom 20. stoljeća upotrijebljen je i optički mikroskop za nastavak istraživanja mehanizma umora materijala. Uočene su lokalne linije klizanja koje dovode do stvaranja mikropukotina. 1920. Alan Arnold Griffith objavljuje rezultate teoretskih proračuna i rezultate pokusa krhkog loma stakla. On je otkrio da čvrstoća stakla zavisi o veličini mikroskopske pukotine. Između ostalog Griffith je otkrio da je stvarna čvrstoća materijala znatno niža od teorijske (očekivane), što objašnjava činjenicom da materijal uvijek sadržava pukotine. Ovim pionirskim radom Griffith postaje utemeljiteljem mehanike loma 1924.
Gough značajno doprinosi razumijevanju mehanizma umora materijala, te izdaje knjigu o umoru metala. Moore i Kommers izdaju prvu opsežnu američku knjigu o umoru metala 1927., 1929. i 1930. Haigh predstavlja svoje racionalno objašnjenje razlike odziva čelika povišene čvrstoće i običnog konstrukcijskog čelika na umor kod prisutnosti zareza. Upotrijebio je koncept analize zamornog produljenja i samonaprezanja koje su kasnije detaljno razvili drugi istraţivači. J.O. Almen točno je objasnio poboljšanje umorne čvrstoće od tlačnih naprezanja u površinskom sloju izazvanih čekićanjem. Horger je pokazao da površinsko valjanje može spriječiti rast pukotina. 1937. Neuber objašnjava da je srednje naprezanje u malom volumenu materijala u korijenu zareza puno važnije od vršnog naprezanja u samom dnu zareza. Za vrijeme Drugog svjetskog rata namjerna upotreba tlačnog samonaprezanja bila je uobičajena u izradi zrakoplovnih motora i oklopnih vozila.
Krhki lomovi zavarenih konstrukcija brodova serije "Liberty" pokrenuli su razmišljanja vezana uz postojeća oštećenja konstrukcije, kao i utjecaj koncentracije naprezanja. Mnogi od lomova započeli su na mjestima znatne koncentracije naprezanja, tj. na rubovima grotala, kvadratnim izrezima i zavarima. 1945. Miner je formulirao kriterij linearnog kumulativnog oštećenja, predložen od Palmgrena još 1924. (Palmgren–Minerov zakon).
Veliki doprinos istraživanju umora materijala 1950-tih godina napravljen je uvođenjem elektrohidrauličkih ispitnih sustava (umaralice), koje su omogućile ispitivanja stvarnim opterećenjima uzoraka, komponenti i čitavih mehaničkih sustava. Elektronski mikroskop omogućio je bolje razumijevanje osnovnih zamornih mehanizama. Irwin prvi uvodi faktor intenziteta naprezanja K, koji je prihvaćen kao osnova linearno elastične mehanike loma i predviđanja vremena rasta umorne pukotine. Manson i Coffin 1960-tih godina postavljaju temelje današnjih istraživanja zamora putem analize deformacija u zarezu. Paris i Erdogan 1963. pokazuju da se rast zamorne pukotine najbolje može opisati preko raspona faktora intenziteta naprezanja ΔK (Paris–Erdoganov zakon), gdje su C i m konstante materijala. Ovaj zakon je i danas najviše upotrebljavani način proračuna rasta pukotine i procjene preostalog životnog vijeka dijela s pukotinom.